# Парк миниатюр
Парк миниатюр — особый вид парка-музея под открытым небом, в котором демонстрируются уменьшенные копии (макеты и модели) архитектурных сооружений, а также технических и природных (например, горы) объектов. В некоторых парках имеются динамические (с движущимися частями) модели и макеты.

## История

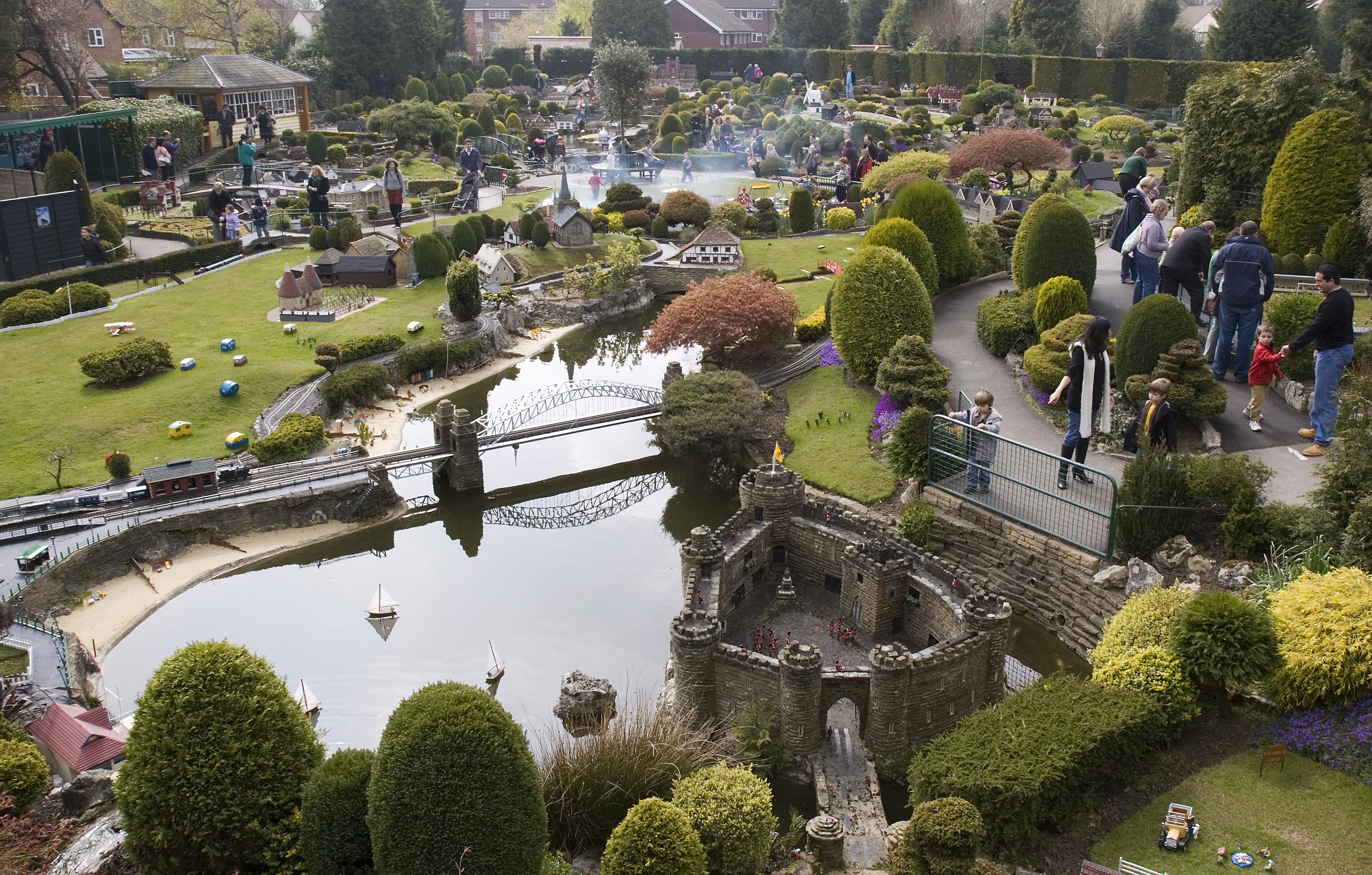
Беконскот

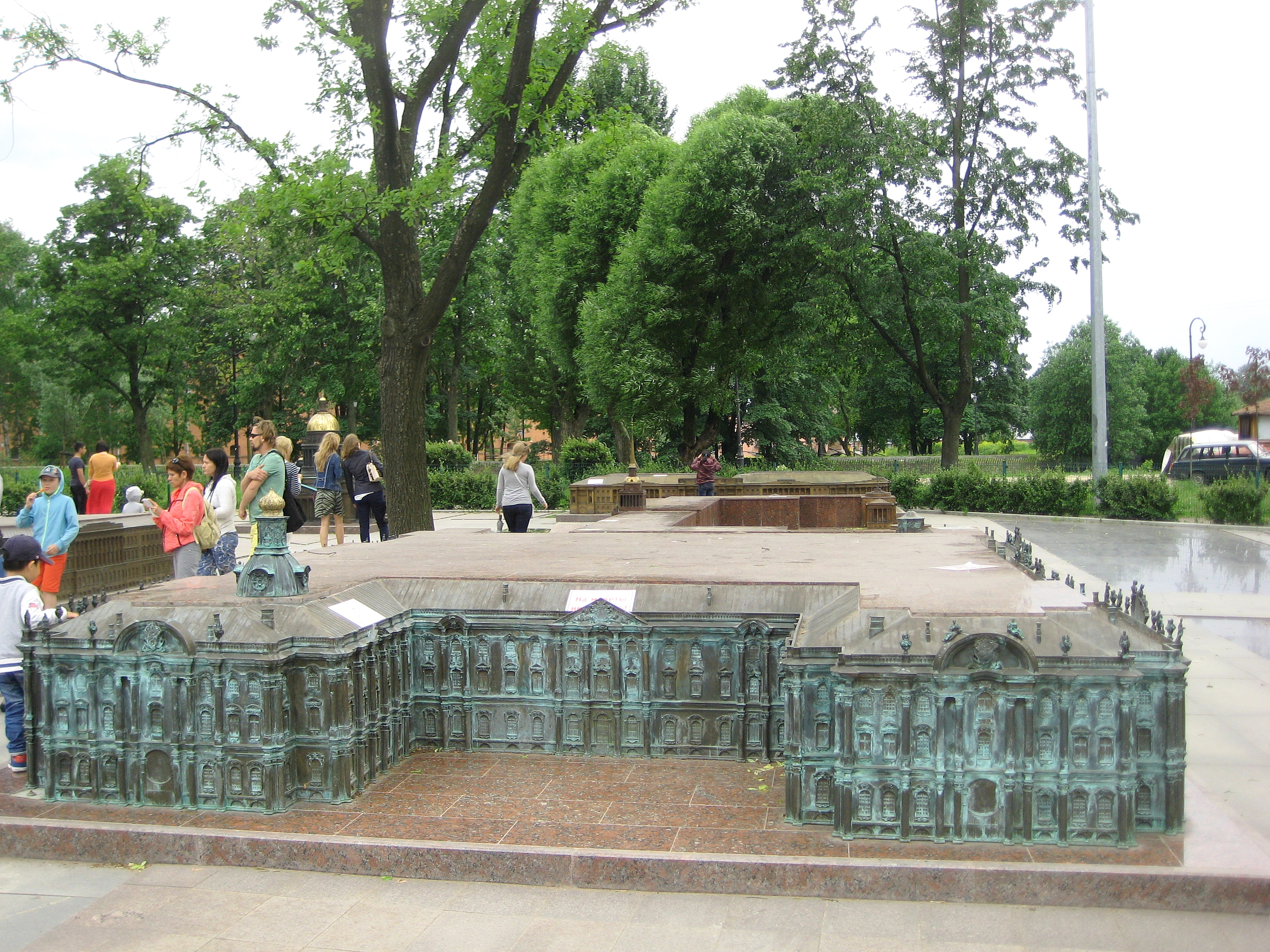
Мини-Санкт-Петербург в Александровском парке

Первые частные парки миниатюр появились, предположительно, в начале XX века. Обычно макеты зданий служили декором для садовых железных дорог.
Первым общедоступным парком миниатюр стал парк Беконскот (Bekonscot), открытый в 1929 году.
Сначала парки миниатюр были популярны только в Великобритании, но после Второй мировой войны они стали появляться и в континентальной Европе. Один из первых парков миниатюр на континенте — Мадюродам в Нидерландах.
В Советском Союзе в 1930-е годы рассматривался, но не был реализован из-за Великой Отечественной войны проект общенационального парка миниатюр с территорией в виде контура СССР во Всеволожске Ленинградской области.
Среди парков миниатюр, созданных в постсоветских республиках, известны «Киев в миниатюре» в Киеве, Парк замков и оборонительных сооружений древней Украины во Львове, Бахчисарайский парк миниатюр, «Крым в миниатюре» в Алуште и в Евпатории на Украине, Карта Казахстана «Атамекен» в Астане в Казахстане.
В постсоветской России имеются посвящённый городу парк миниатюр в Александровском парке в Санкт-Петербурге и посвящённый достопримечательностям России парк миниатюр «История в архитектуре» в Калининграде. Также действует крытый (в павильоне) Гранд Макет Россия в Санкт-Петербурге. После присоединения Крыма к списку российских парков добавились три крымских парка миниатюр. Планируется также создание парка миниатюр архитектурных и природных объектов России и мира в Челябинске. Планировалось создание общенационального парка миниатюр и ландшафтного парка с территорией в виде контура страны площадью 460 га в составе многофункционального развлекательно-образовательного Парка «Россия» с размещением в качестве визуальных символов страны в первую очередь 10 моделей объектов-победителей общенационального проекта-конкурса 2013 года ВГТРК и Русского географического общества «Россия 10». Создание Парка «Россия» планировалось в подмосковном Домодедово, однако там оно было отменено.

## Разновидности
Парки миниатюр различаются как по масштабу, так и по темам. В Великобритании и других англосаксонских странах наиболее популярны довольно крупные масштабы, от 1:9 (Wimborne Model Town) до 1:12. В континентальной Европе наиболее распространён масштаб 1:25. В этом масштабе выполнены такие известные парки, как Мини-Европа в Бельгии, Мадюродам в Нидерландах, Минимундус в Австрии и другие. Известны китайские парки очень крупных миниатюр, где масштаб не единый и сильно разнится от объекта к объекту, доходя до 1:3, в том числе даже для крупных прототипов (типа Эйфелевой башни).
Различается также подход к теме парков. Парки Великобритании, в особенности довоенные, изображают, как правило, один небольшой населённый пункт (посёлок, деревня). Такие парки также называют «деревня-модель» (model-village). В то же время парки континентальной Европы и в остальном мире построены по другому признаку. В таких парках обычно представлены копии наиболее известных архитектурных сооружений и прочих объектов данной страны и мира. Крупнейшим из таких европейских парков является Франция в миниатюре в пригородах Парижа. В парке Мини-Европа в Брюсселе каждая страна Евросоюза представлена как минимум одним макетом. Также в восточных (в Китае, Японии, Таиланде и т. д.) парках миниатюр обычно помимо объектов данной страны представлены также реплики самых широко известных в мире достопримечательностей.

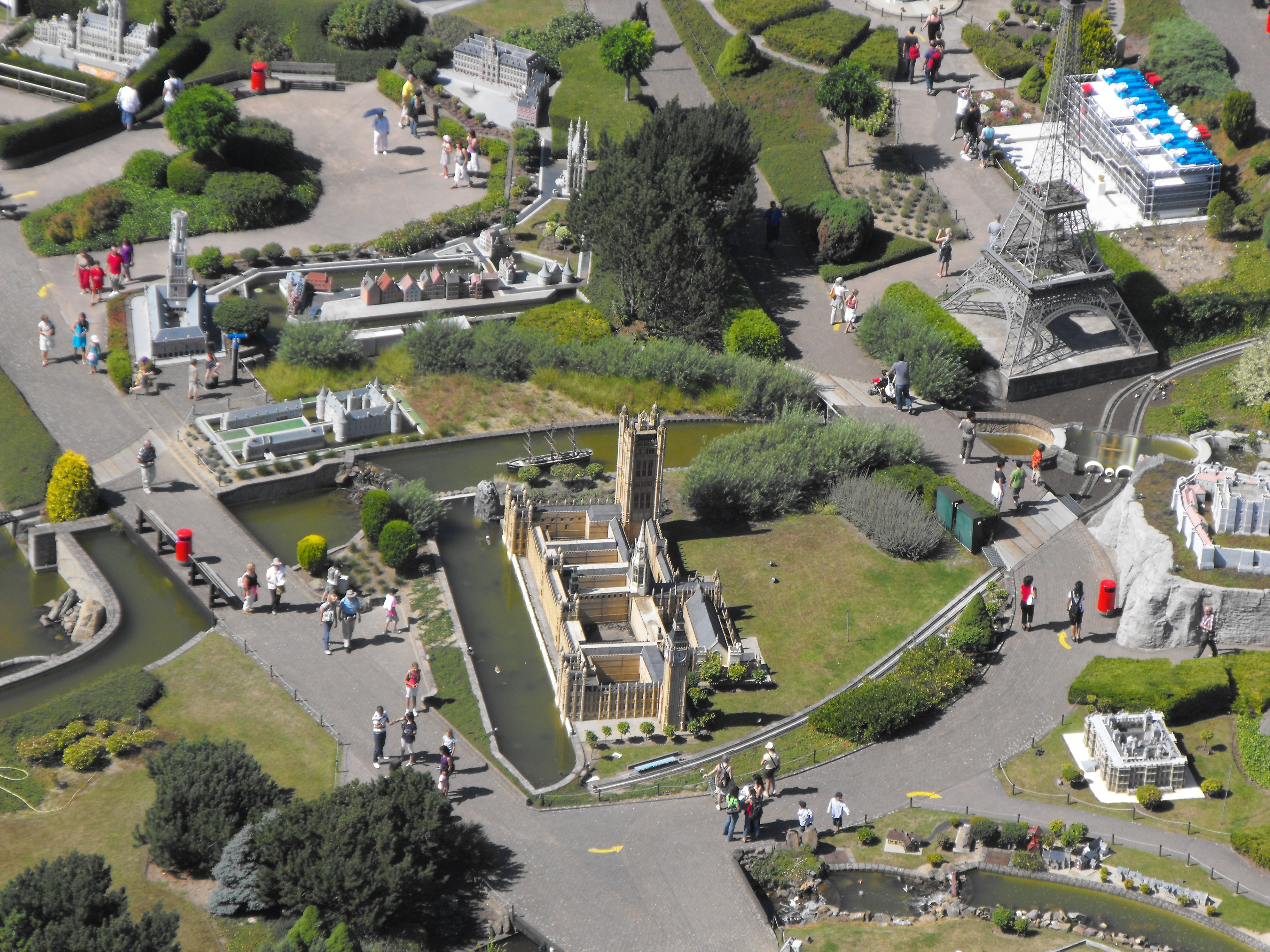
Мини-Европа
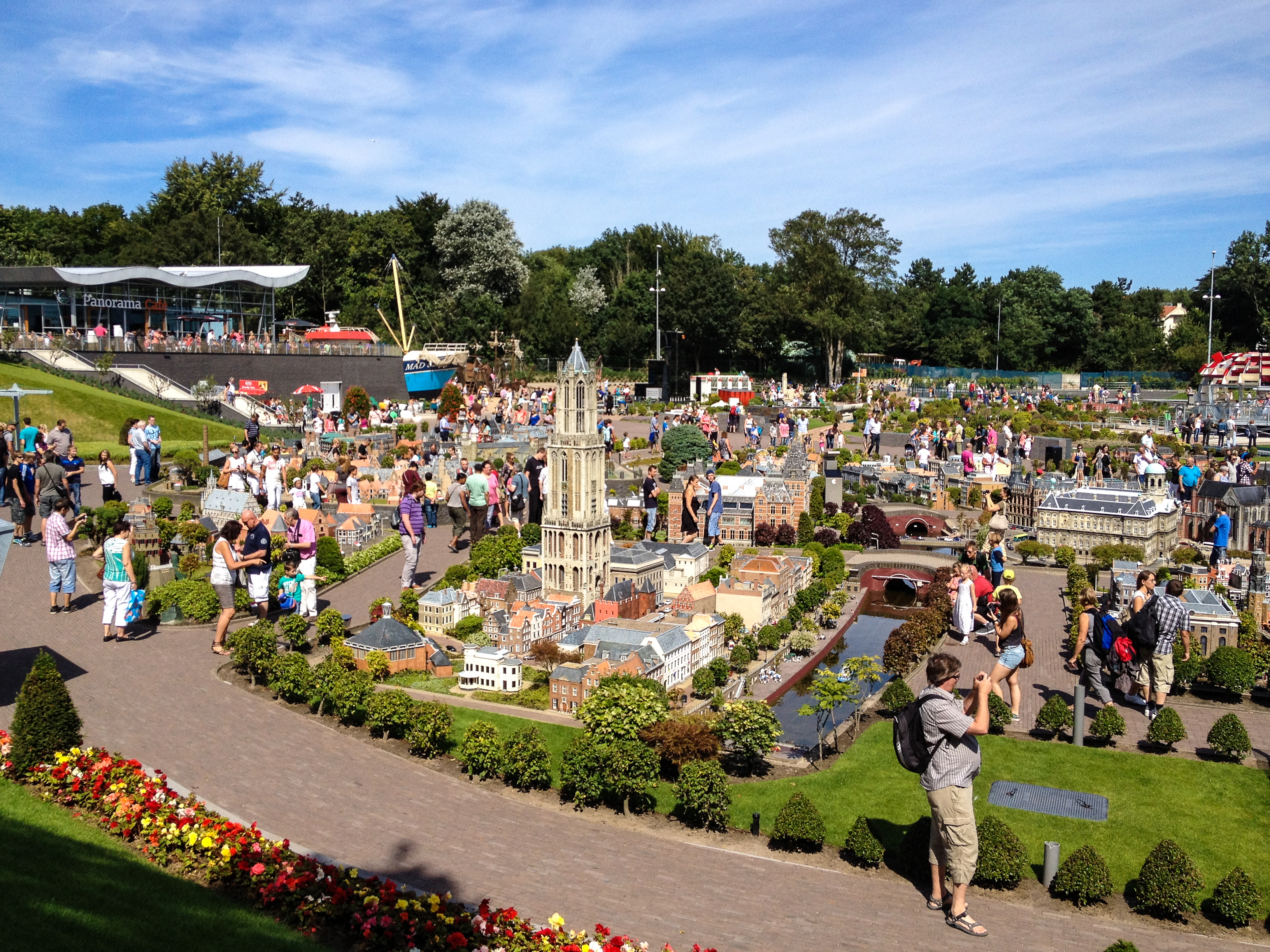
Мадюродам
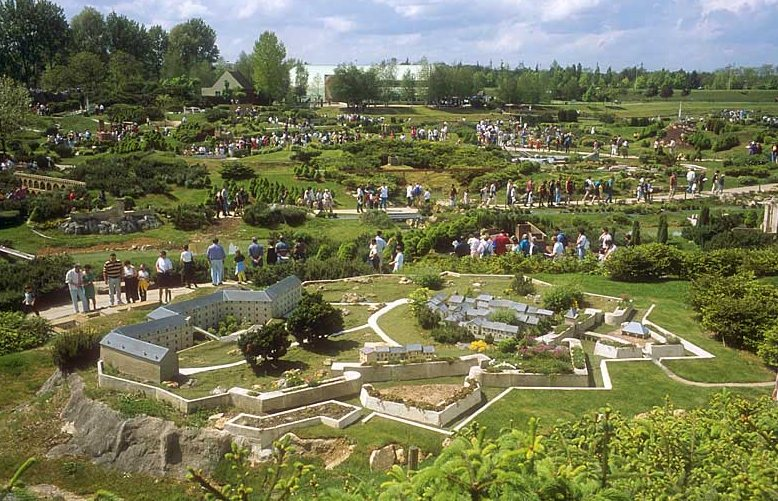
Франция в миниатюре
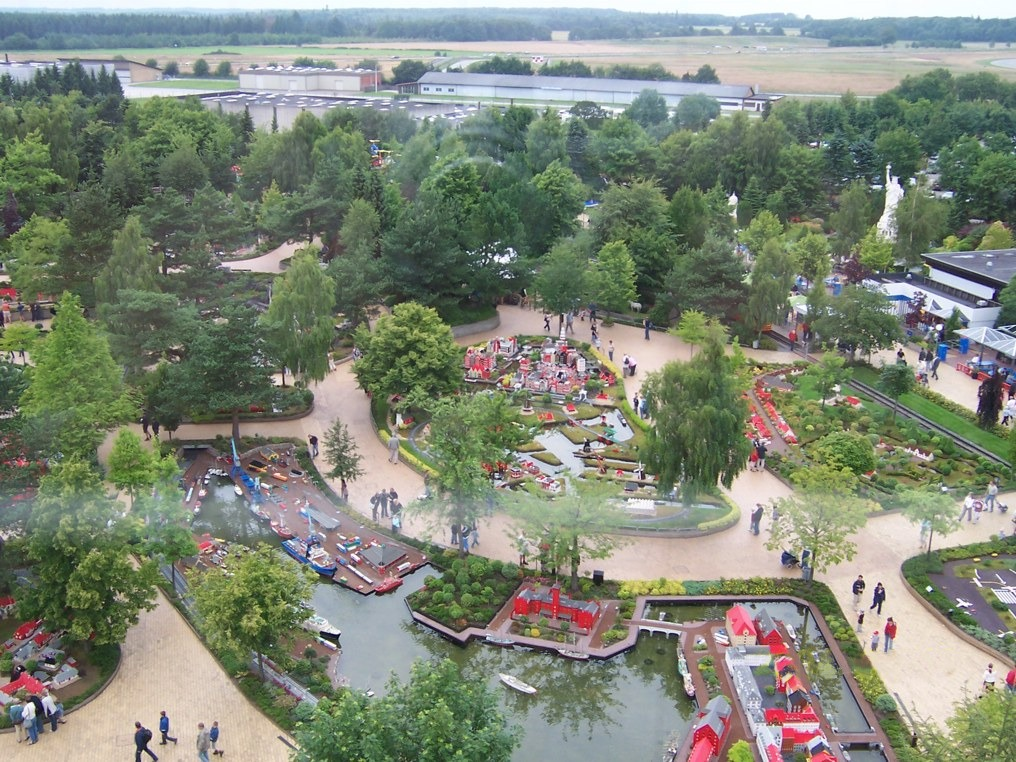
Леголанд-Дания
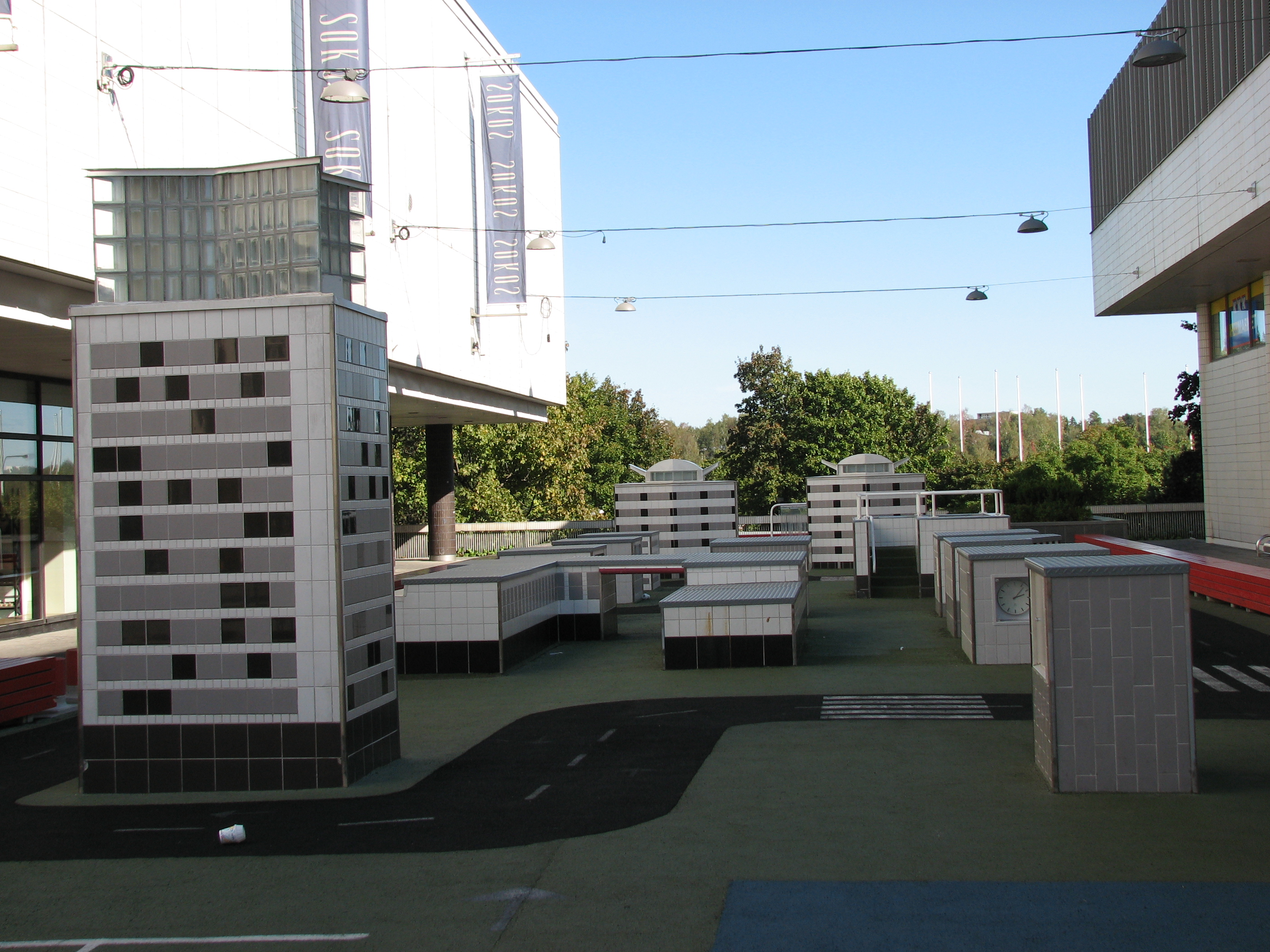
Мини-Тапиола
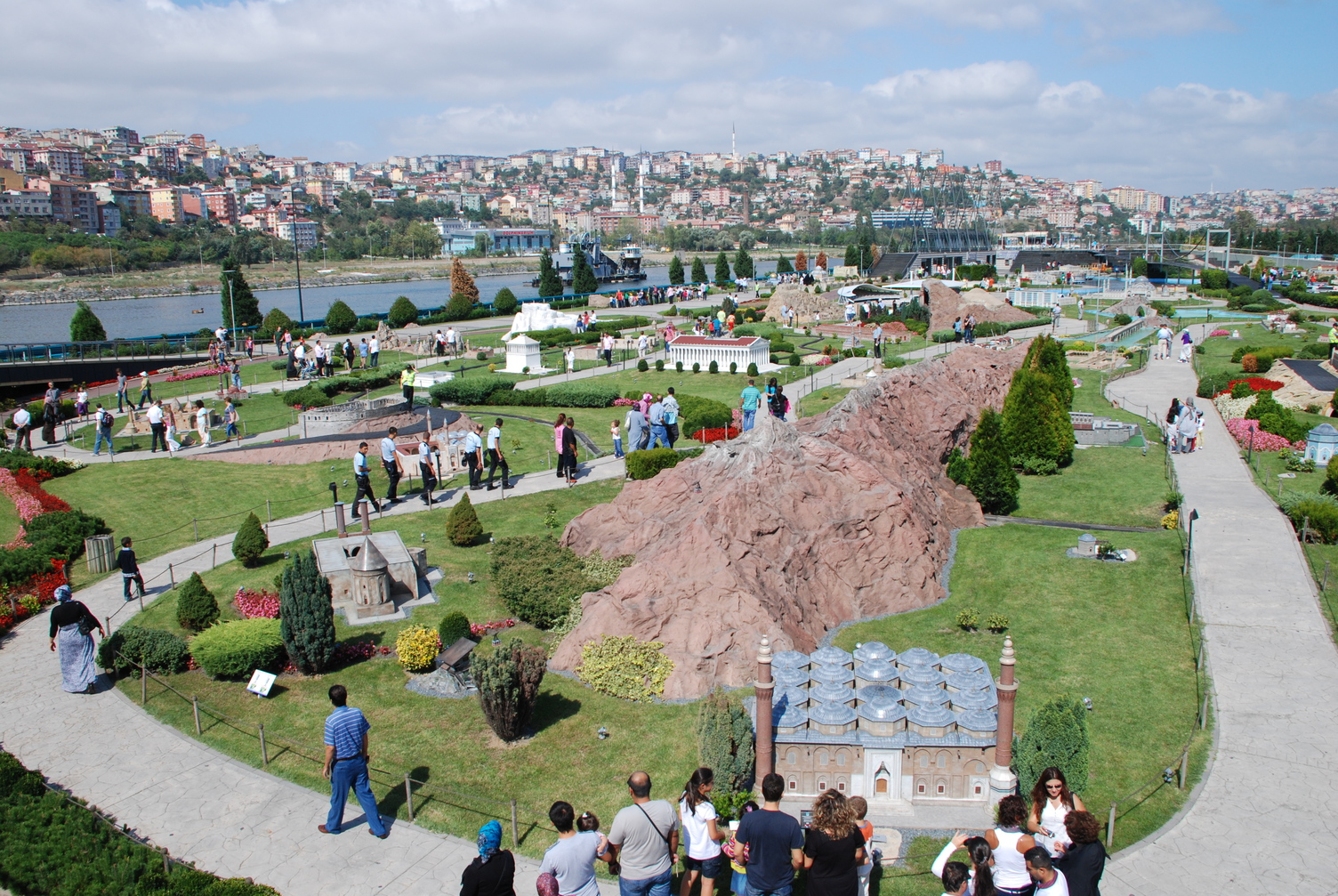
Миниатюрк
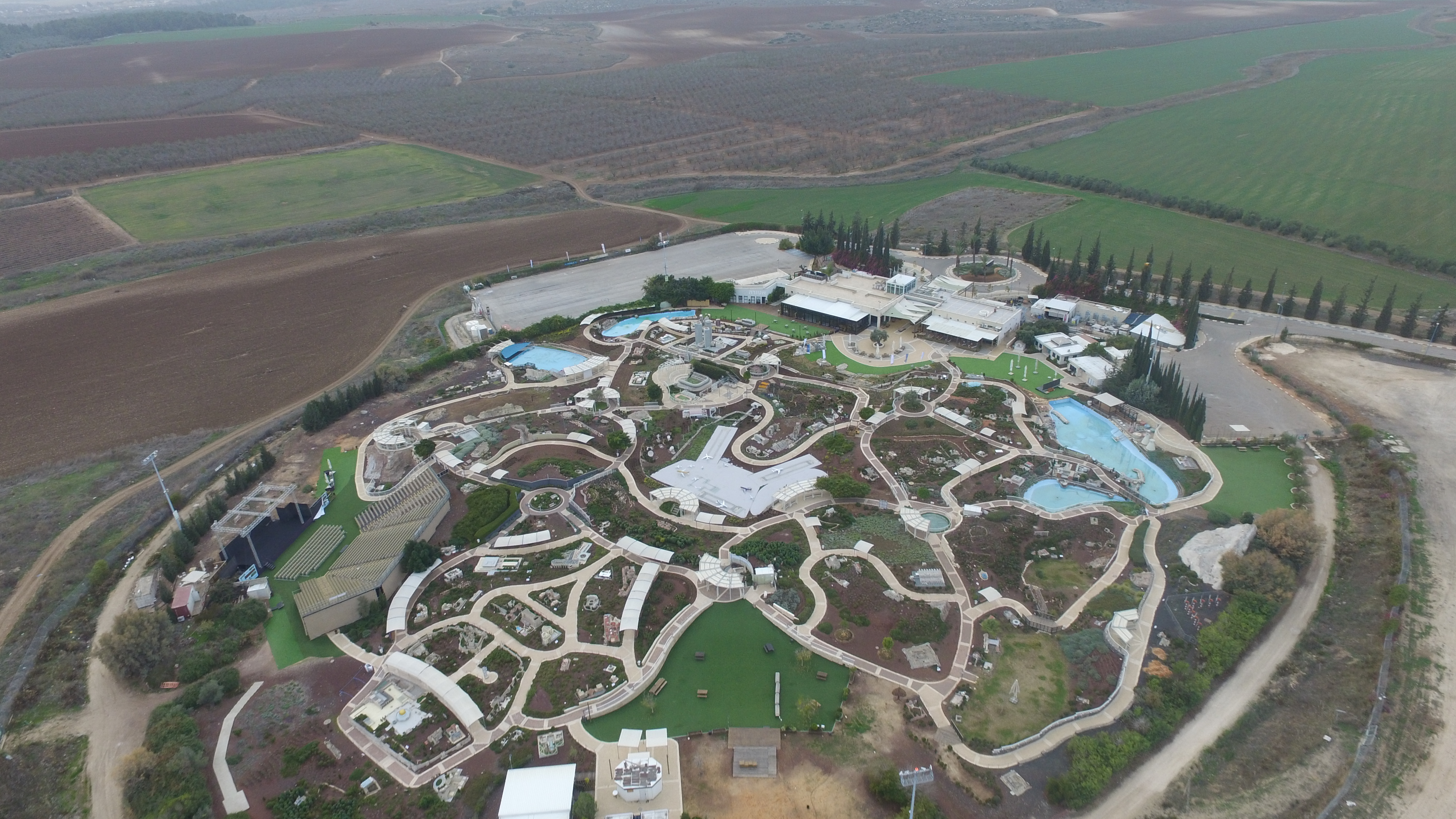
Мини-Израиль
Окно в мир
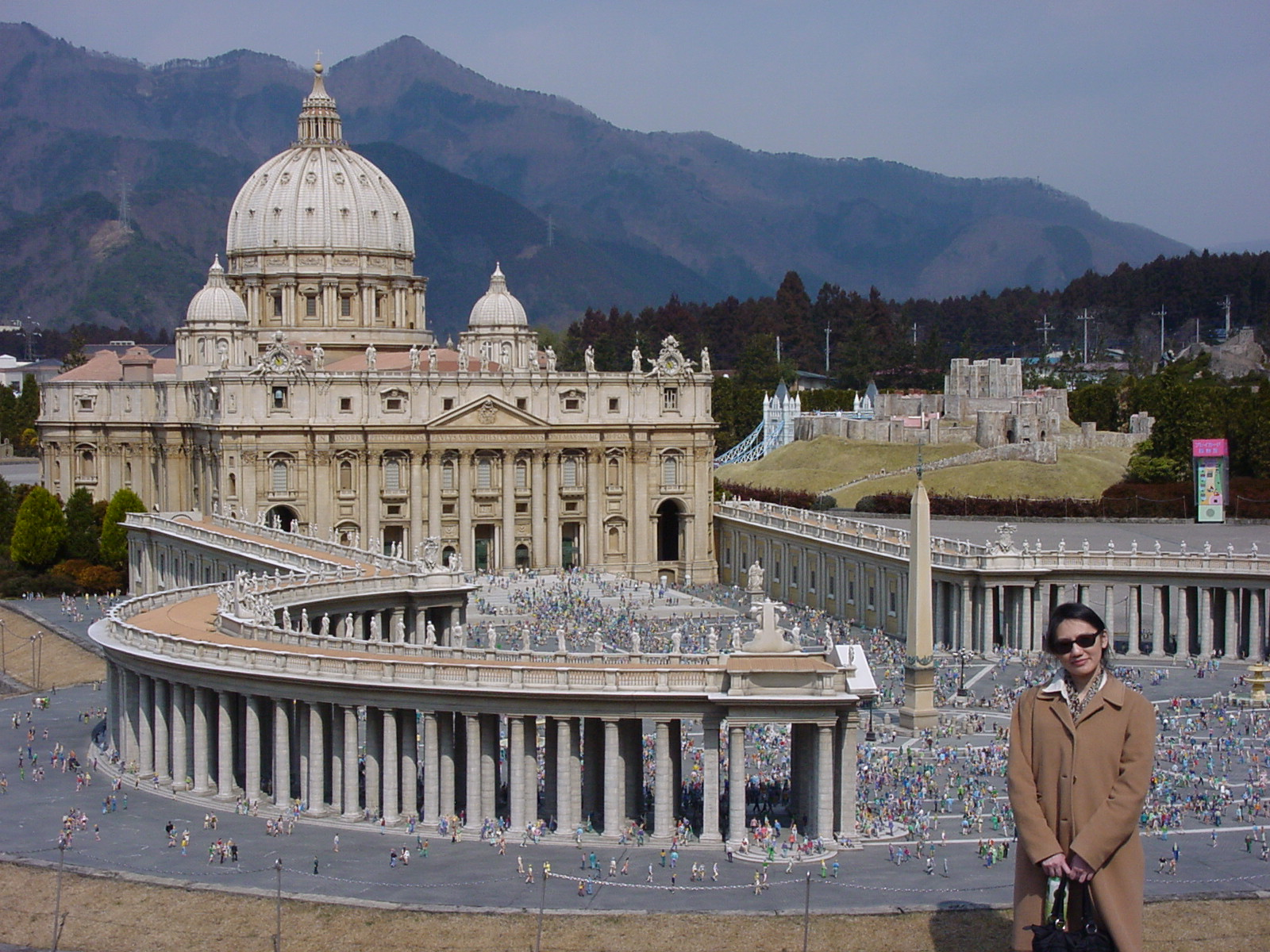
Tobu World Square
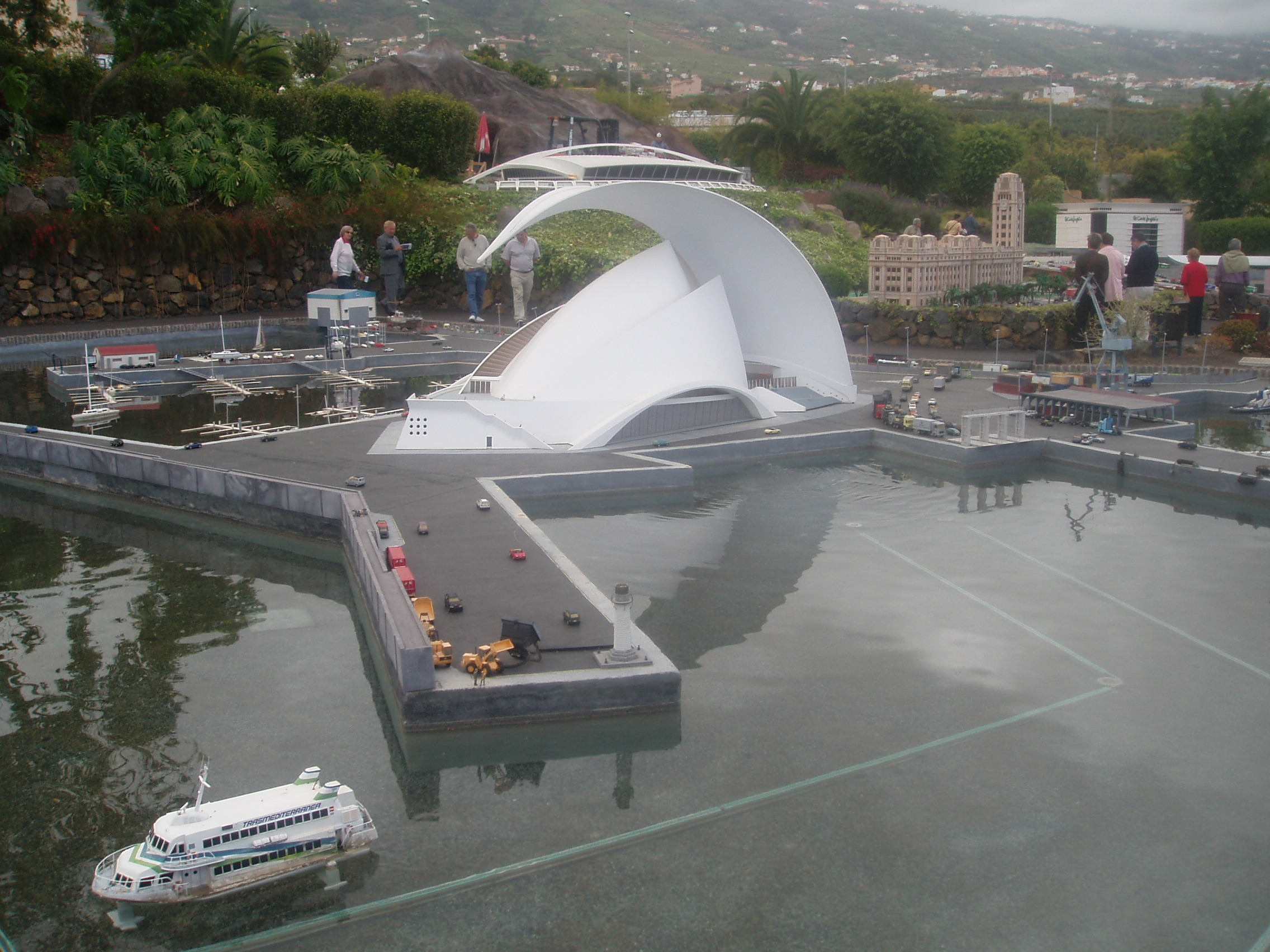
Пуэбло Чико
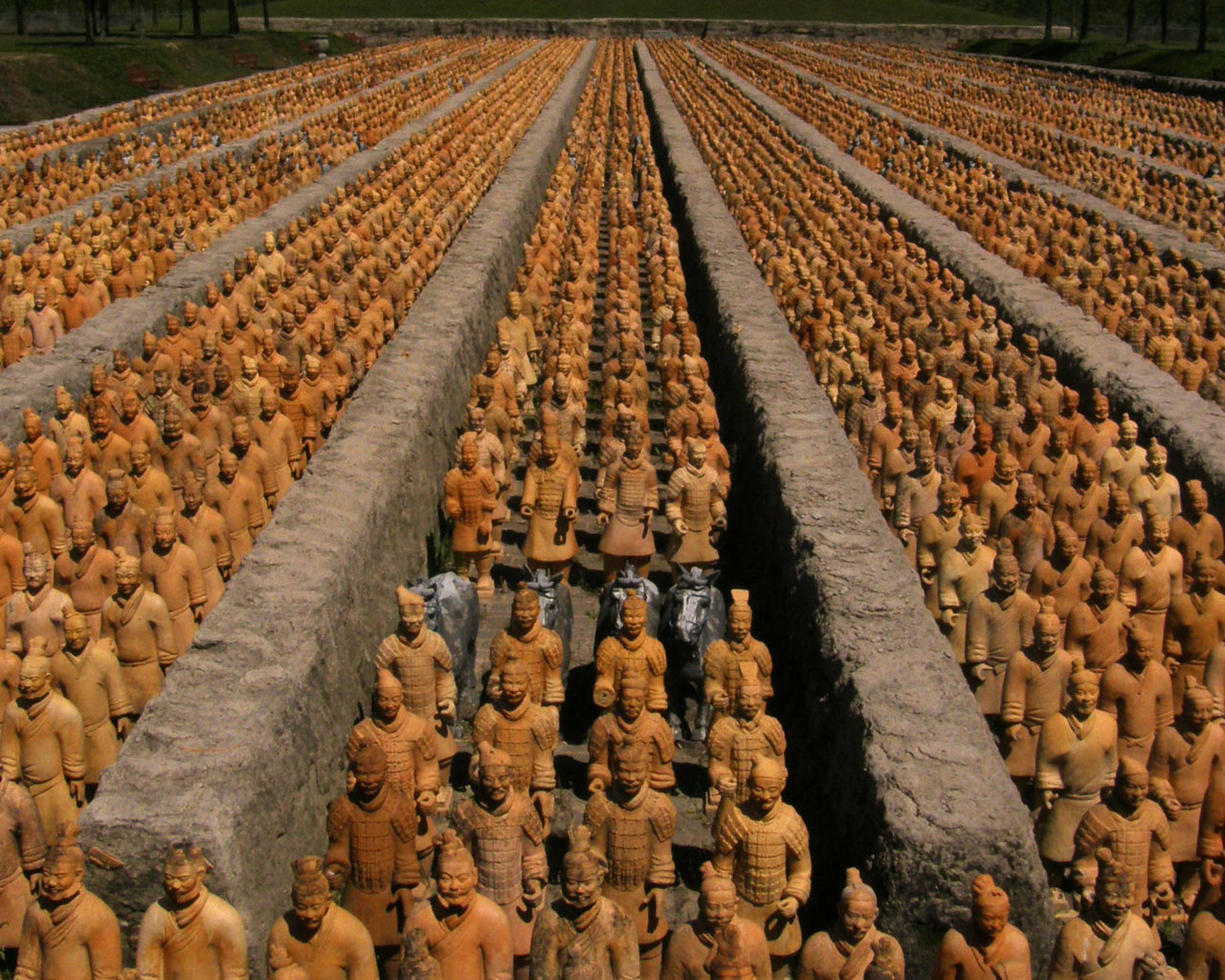
Запретные сады
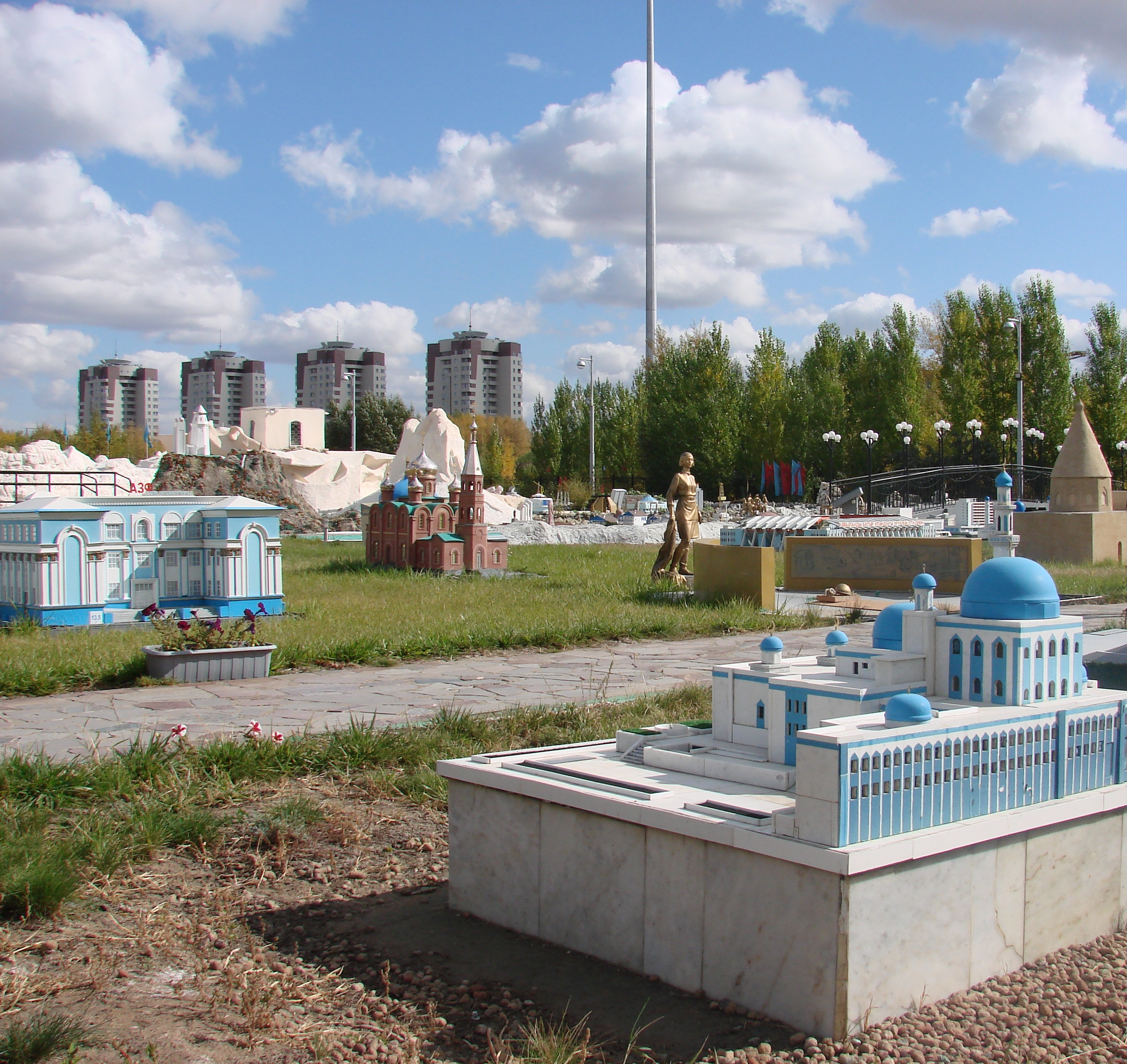
Карта Казахстана «Атамекен»

Швейцария в миниатюре

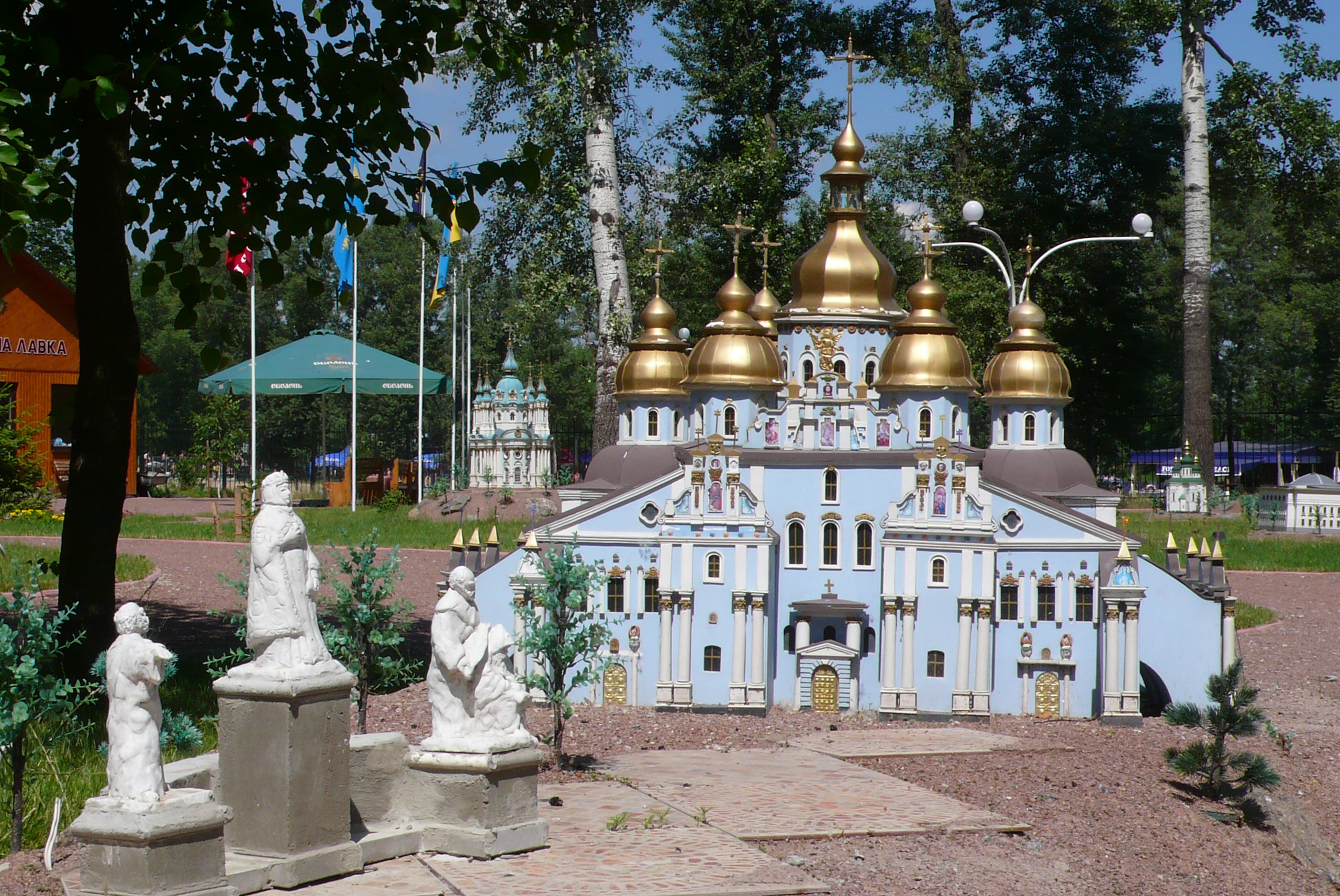
Киев в миниатюре